# Celluloseacetaat

Structuurformule van Celluloseacetaat.

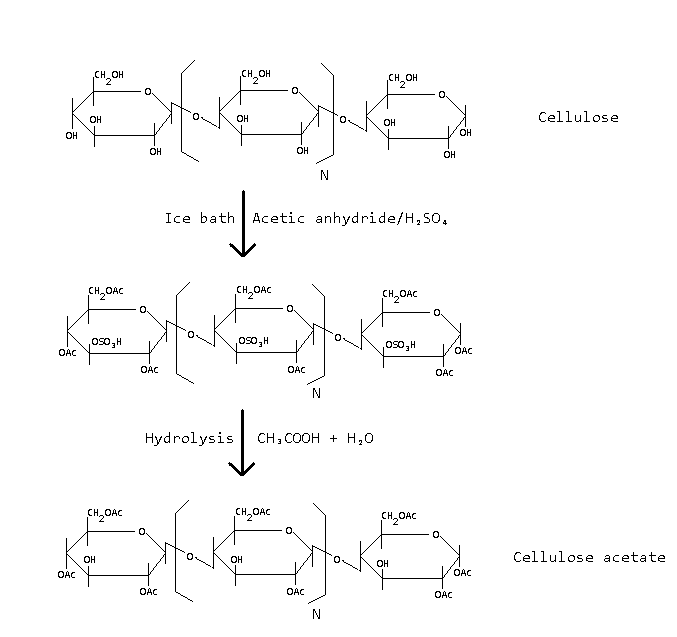
Productie van celluloseacetaat

Celluloseacetaat is een kunststof, meer bepaald een ester van cellulose en azijnzuur. Het wordt vooral toegepast als kunstvezel in textiel onder namen als celanese en acetaat.

## Toepassingen
Celluloseacetaat wordt meest gebruikt in textiel, vooral lingerie, bruidsjurken, feestkledij, blouses. Tegenwoordig wordt het weinig puur toegepast, maar vooral gemengd met andere vezels als katoen, wol, nylon. Het wordt ook gebruikt voor gordijnen, sigaretten- en andere filters, luiers, viltstiften, en brilmonturen.

## Eigenschappen
Celluloseacetaat is goedkoop, zacht, glad, droog, laadt niet op met statische elektriciteit, veroorzaakt geen allergie, valt goed, is goed kleurbaar, is kreukvrij, mag chemisch gereinigd worden in de stomerij en laat lucht en zweet door. Het verliest zijn sterkte als het nat wordt en het is dus moeilijk nat te wassen, hoewel het niet krimpt. Het moet dus naar de stomerij. Het verslijt snel.

## Geschiedenis
Celluloseacetaat werd voor het eerst in een laboratorium bereid in 1865. Twee Zwitserse broers Camille en Henri Dreyfuss uit Bazel ontwikkelden in 1905 een industrieel productieproces. In 1910 konden ze 3 ton per dag produceren. Ze verkochten dat vooral aan de Parijse firma Pathé om er fotografische film mee te maken en aan de vliegtuigindustrie om er de zeildoeken van de vleugels mee te coaten. In 1912 spon hun fabriek in Engeland het eerste commercieel garen. Tijdens de Eerste Wereldoorlog leverden ze aan de geallieerde luchtmacht. Daartoe richtten ze in 1917 een fabriek op in Amerika, te Cumberland in Maryland. Op kerstmis 1924 werd het eerste textiel verkocht onder de naam Celanese als concurrent voor zijde. Later kwamen nylon en polyester, die het voor de meeste toepassingen in textiel verdrongen. In 1934 verving celluloseacetaat in fotografische film het onstabiele en brandbare nitrocellulose. Rond 1980 werd celluloseacetaat op zijn beurt vervangen door polyesterfilm. Van 1949 tot 1963 werden de oorspronkelijke legoblokjes uit celluloseacetaat gemaakt, maar daarna vervangen door acrylonitril-butadieen-styreen. Celluloseacetaat verving in 1952 metalen magneetband, dat tot die tijd werd gebruikt voor geluidsopnamen. Op zijn beurt werd het daarvoor in 1956 vervangen door het sterkere mylar en later ook door andere polyesters.

## Productie
De productie gaat uit van cellulose vanuit pulp van hout, oud papier of lompen. De pulp wordt gedurende 20 uur in contact gebracht met azijnzuur, azijnzuuranhydride en zwavelzuur, waarbij celluloseacetaat neerslaat in vlokken. Daarna worden die vlokken opgelost in aceton en wordt dat gefilterd. Daarna wordt er garen van gesponnen, dat in warme lucht gedroogd wordt en waarbij het vrijkomende aceton opgevangen wordt voor hergebruik.